# Májá
Májá, v dévanágarí माया , je pojem z oblasti indických náboženství, který může mít mnoho různých významů.) Podle tradičního podání si člověk vlivem máji myslí, že může být šťastný v pomíjivém hmotném světě. Májá je příčinou utrpení člověka a jeho neschopnosti být šťastný. Vlivem máji člověk zapomíná na svou božskou podstatu a zaplétá se čím dále tím více do zákonitostí karmy. Májá je iluze, trik, přelud, který zmate člověka tak, že si myslí, že věčnost a štěstí lze najít uspokojením tužeb hmotného světa, který je ve skutečnosti pomíjivý a plný utrpení. Účelem védské literatury je vysvobození z tohoto vlivu.

## Májá v hinduismu
V hinduismu se pojem májá objevuje ve všech daršanách. Podle hinduistické tradice povahou hmotného světa je, že čím více člověk touží po hmotných požitcích, tím více je připoutáván spletitostmi máji. Májá je popisována jako překážka, kterou je nutné překonat, chceme-li dosáhnout osvícení (mókša) a tím vysvobození s koloběhu zrození a smrti (samsára). Jáství (ahamkára) a karma jsou síly, kterými májá působí. Májá tedy způsobuje dualitu tím, že átma (individuální bytí) a brahma (vesmírné bytí) nejsou sjednoceny. Povaha tohoto sjednocení má různé aspekty.

## Májá vbuddhismu
Jelikož vše je pomíjivé, je proto strastné, a co je pomíjivé, nemůže být považováno za pravé já. Proto bylo pro Buddhu důležité vymanit se z neustálého koloběhu existence, která je v podstatě strastiplná, jelikož vše, co máme rádi, budeme muset jednoho dne opustit. Nikde na světě nemůžeme nalézt místo, kde bychom se mohli v bezpečí ukrýt (čili neexistuje žádné naše pravé já, žádná duše atd.).

## Májá vsikhismu
V sikhismu je májá jeden ze zakázaných způsobů chování – touha po bohatství. Peníze a majetek si stejně nemůžeme vzít s sebou, když zemřeme.